# Pictilabrus laticlavius
Pictilabrus laticlavius là một loài cá biển thuộc chi Pictilabrus trong họ Cá bàng chài. Loài này được mô tả lần đầu tiên vào năm 1840.

## Từ nguyên
Từ định danh của loài này, laticlavius, bắt nguồn từ tiếng Latinh, hàm ý đề cập đến những đốm màu xanh lam óng giống như họa tiết "clavi" trên đường biên của váy áo của giới quý tộc La Mã.

## Phạm vi phân bố và môi trường sống
P. laticlavius có phạm vi phân bố giới hạn ở Đông Nam Ấn Độ Dương. Loài này được tìm thấy dọc theo bờ biển phía nam nước Úc, từ Houtman Abrolhos (Tây Úc) trải dài đến Bryon Bay (New South Wales), bao gồm vùng biển bao quanh Tasmania.
P. laticlavius sống gần những rạn san hô phủ đầy tảo (hoặc cả bọt biển) ở vùng nước nông, độ sâu đến khoảng 40 m.

## Mô tả
P. laticlavius có chiều dài cơ thể tối đa được ghi nhận là 30 cm. P. laticlavius là loài lưỡng tính tiền nữ (protogynous hermaphrodite). Cá cái biến đổi thành cá đực ở chiều dài khoảng 13–15 cm.
Cá đực trưởng thành có màu xanh lục sẫm với hai dải sọc ngang màu đỏ tía (rìa trên và dưới của các dải này có các vạch màu xanh lam óng); đốm sẫm màu hình nêm ở bên thân (phân biệt với Pictilabrus viridis). Đầu có nhiều vệt sọc màu xanh óng quanh mắt và các vệt màu tím. Vây lưng, vây hậu môn và vây đuôi có màu đỏ tía hoặc tím lam, lốm đốm các vạch màu xanh óng. Có đốm đen trên vây lưng. Cá cái màu nâu đỏ với một hàng đốm đen ở trên đường bên; nhiều vệt xám mờ ở thân dưới.
Số gai ở vây lưng: 9; Số tia vây ở vây lưng: 11; Số gai ở vây hậu môn: 3; Số tia vây ở vây hậu môn: 9; Số tia vây ở vây ngực: 13; Số gai ở vây bụng: 1; Số tia vây ở vây bụng: 5.

## Sinh thái và hành vi
Thức ăn của P. laticlavius nhỏ là các loài giáp xác, trong khi cá lớn ăn động vật chân bụng. Tuổi thọ tối đa được ước tính ở loài này là 10 tuổi.
P. laticlavius được đánh bắt trong hoạt động câu cá giải trí và cũng được bày bán với mục đích thương mại.